# Reencuentro inesperado
Unverhofftes Wiedersehen ("Reencuentro inesperado") es uno de los cuentos más conocidos del escritor alemán Johann Peter Hebel. 
Apareció por primera vez en 1811 en el calendario Rheinischer Hausfreund. 

## Sinopsis
Un minero de Falun (Suecia) y su amada quieren casarse pero pocos días antes de la ceremonia el minero se va a la mina y nunca regresa. Pasan 50 años, de los cuales el autor narra los eventos históricos. Luego encuentran en Falun una mina hundida en la que hay un cadáver intacto. Nadie sabe de él, porque sus familiares han muerto hace mucho. Pero un día llega, canosa y encogida, apoyada en una muleta, la anciana que se había comprometido con él. Baja por la mina "más con alegre encanto que con dolor por el cuerpo amado que está allá abajo" y le da gracias a Dios por haberle permitido volver a verlo. Al funeral asiste con su vestimenta dominguera "como si fuera el día de su boda". Cuando colocan el cadáver en la tumba del cementerio, ella le dice: "Duerme bien ahora, espera un día o diez en el lecho nupcial fresco, y deja que el tiempo no te parezca largo".

## Interpretación
La historia se cuenta como si hubiese sucedido recientemente. El narrador contrasta la serenidad de la montaña, mientras que el vitriolo penetra en el cuerpo y el envejecimiento tranquilo de la Novia - ambos no descritos - con el trasegar del mundo ruidoso. Mientras tanto se le cuentan al lector los acontecimientos más notables y memorables, así como las revueltas de las décadas pasadas en time-lapse, desde el terremoto de Lisboa hasta el presente, de las guerras napoleónicas. 
Lo que puede ser el amor, se puede medir por este curioso cumplimiento de la novia. Pero la historia también es política: Se publicó en 1811 bajo la mirada de la censura napeleónica. Cada palabra de los registros históricos fue elegida con cuidado. La actitud escéptica del autor sobre los acontecimientos recientes pudo haber hecho que el lector de aquel entonces asociara la lista no con la derrota de Prusia, sino con el bombardeo de Copenhague, lo que representó un revés para Napoleón.